# Ghost Story (serie televisiva)
Ghost Story (reintitolata Circle of Fear dopo 13 episodi) è una serie televisiva statunitense in 22 episodi trasmessi per la prima volta nel corso di una sola stagione dal 1972 al 1973.
È una serie di tipo antologico in cui ogni episodio rappresenta una storia a sé. Gli episodi sono storie di genere horror-thriller e vengono presentati, nell'episodio pilota e per i primi 13 episodi della stagione regolare, da Sebastian Cabot nel ruolo di Winston Essex, il proprietario di un hotel misterioso di nome Mansfield House.
Ghost Story inizialmente presenta entità soprannaturali come fantasmi, vampiri e streghe. A causa dei bassi ascolti, a metà stagione, dall'episodio del 5 gennaio 1973, la serie subì un cambiamento del titolo e delle trame che risultarono, per la maggior parte, ancora impregnate di suspense ma lontane dai temi paranormali. Tra le guest star, Helen Hayes, Jason Robards, Patricia Neal, William Windom, Gena Rowlands, Carolyn Jones, Melvyn Douglas, Jodie Foster.

## Produzione
La serie fu prodotta da William Castle Productions e Screen Gems Television. Le introduzioni di Cabot furono girate all'Hotel del Coronado, vicino a San Diego, in California. Le musiche furono composte da Billy Goldenberg e Robert Prince.

### Registi
Tra i registi sono accreditati:
- Don McDougall in 4 episodi (1972-1973)
- Daryl Duke in 2 episodi (1972-1973)
- Paul Stanley in 2 episodi (1972-1973)
- Robert Day in 2 episodi (1972)
- Walter Doniger in 2 episodi (1972)

### Sceneggiatori
Tra gli sceneggiatori sono accreditati:
- Richard Matheson in 22 episodi (1972-1973)
- Jimmy Sangster in 5 episodi (1972-1973)
- Elizabeth M. Walter in 4 episodi (1972)
- Seeleg Lester in 3 episodi (1972-1973)
- D.C. Fontana in 2 episodi (1972-1973)
- Anthony Lawrence in 2 episodi (1972-1973)
- Stanley Elkin

## Distribuzione
La serie fu trasmessa negli Stati Uniti dal 17 marzo 1972 (pilot) e dal 15 settembre 1972 (1º episodio) al 30 marzo 1973 sulla rete televisiva NBC. È stata distribuita anche in Germania Ovest con il titolo Teufelskreis der Angst.
È stata trasmessa anche in Italia su reti locali negli anni '80.

## Episodi
| Stagione       | Episodi | Prima TV USA |
| -------------- | ------- | ------------ |
| Prima stagione | 22      | 1972-1973    |